# Déols
Déols är en kommun i departementet Indre i regionen Centre-Val de Loire i de centrala delarna av Frankrike. Kommunen ligger i kantonen Châteauroux-Est som tillhör arrondissementet Châteauroux. År 2022 hade Déols 7 618 invånare.

## Befolkningsutveckling
Antalet invånare i kommunen Déols
Referens:INSEE